# Episodi di Dragnet (serie televisiva 1967) (quarta stagione)
La quarta stagione della serie televisiva Dragnet è andata in onda negli Stati Uniti dal 18 settembre 1969 al 16 aprile 1970 sulla NBC.
| nº | Titolo originale                | Prima TV USA      | Titolo italiano | Prima TV Italia |
| -- | ------------------------------- | ----------------- | --------------- | --------------- |
| 1  | Personnel - The Shooting        | 18 settembre 1969 |                 |                 |
| 2  | Homicide - The Student          | 25 settembre 1969 |                 |                 |
| 3  | S.I.U. - The Ring               | 2 ottobre 1969    |                 |                 |
| 4  | D.H.Q. - Medical                | 9 ottobre 1969    |                 |                 |
| 5  | Burglary - Mister               | 16 ottobre 1969   |                 |                 |
| 6  | Juvenile - The Little Pusher    | 23 ottobre 1969   |                 |                 |
| 7  | Homicide - Cigarette Butt       | 30 ottobre 1969   |                 |                 |
| 8  | D.H.Q. - Missing Person         | 13 novembre 1969  |                 |                 |
| 9  | Burglary Auto - Courtroom       | 20 novembre 1969  |                 |                 |
| 10 | Internal Affairs - Parolee      | 27 novembre 1969  |                 |                 |
| 11 | Burglary Auto - Juvenile Genius | 4 dicembre 1969   |                 |                 |
| 12 | Bunco - $9,000                  | 11 dicembre 1969  |                 |                 |
| 13 | Narco - Missing Hype            | 8 gennaio 1970    |                 |                 |
| 14 | Burglary - Helpful Woman        | 22 gennaio 1970   |                 |                 |
| 15 | Homicide - Who Killed Who?      | 29 gennaio 1970   |                 |                 |
| 16 | Burglary - The Son              | 5 febbraio 1970   |                 |                 |
| 17 | A.I.D. - The Weekend            | 12 febbraio 1970  |                 |                 |
| 18 | Narco - Pill Maker              | 19 febbraio 1970  |                 |                 |
| 19 | Burglary - The Dognappers       | 26 febbraio 1970  |                 |                 |
| 20 | Missing Persons - The Body      | 5 marzo 1970      |                 |                 |
| 21 | Forgery - The Ranger            | 12 marzo 1970     |                 |                 |
| 22 | D.H.Q. - Night School           | 19 marzo 1970     |                 |                 |
| 23 | I.A.D. - The Receipt            | 26 marzo 1970     |                 |                 |
| 24 | Robbery - The Harassing Wife    | 2 aprile 1970     |                 |                 |
| 25 | Burglary - Baseball             | 9 aprile 1970     |                 |                 |
| 26 | D.H.Q. - The Victims            | 16 aprile 1970    |                 |                 |

## Personnel - The Shooting
- Prima televisiva: 18 settembre 1969
- Diretto da: Jack Webb
- Scritto da: Michael Donovan

### Trama
- Guest star: William Boyett (sergente MacDonald), John Sebastian (Lawrence Shafner), Veronica Cartwright (Melissa Stevens), Harry Bartell (dottor Lindsey), Marco Antonio (ufficiale Rich Stevens), Robert Swan (ufficiale Frank Miller), Marc Hannibal (ufficiale), Dennis McCarthy (padre Thomas), Virginia Gregg (Virginia Miller)

## Homicide - The Student
- Prima televisiva: 25 settembre 1969
- Diretto da: Jack Webb
- Scritto da: Jack Smith

### Trama
- Guest star: James McEachin (Jake Mahler), Peggy Webber (Alice Philbin), Kevin Coughlin (Jeff Buckram), Emily Banks (Ann Tipton), Clark Howat (tenente Bob Helder), Herb Vigran (Al Sousa), Jill Banner (Nancy Morton), Virginia Gregg (Ada Beale)

## S.I.U. - The Ring
- Prima televisiva: 2 ottobre 1969
- Diretto da: Jack Webb
- Scritto da: Robert C. Dennis

### Trama
- Guest star: Stephanie Shayne (Rita Hanley), Julie Bennett (Jan Petrie), Louise Lorimer (Eloise Shearing), Larry Levine (Black Ten), Jim B. Smith (tenente Danny Bowser), Anthony Eisley (Al Baylor)

## D.H.Q. - Medical
- Prima televisiva: 9 ottobre 1969
- Diretto da: Jack Webb
- Scritto da: Robert C. Dennis

### Trama
- Guest star: Del Moore (Fred Pick), King Moody (John Murphy), Morris Erby (George Brownlea), Cyril Delevanti (Basil Jennings), Marco Antonio (ufficiale Sanchez), Ed Deemer (ufficiale Quinn), Grace Albertson (Miss Albertson), Olan Soule (dottor Mackin)

## Burglary - Mister
- Prima televisiva: 16 ottobre 1969
- Diretto da: Jack Webb
- Scritto da: Burt Prelutsky

### Trama
- Guest star: Jack Sheldon (Chester Albertson), Michelle Grumet (Doris Tucker), Amzie Strickland (Amanda Tucker), Virginia Vincent (Janice Lumis), Alma Platt (Mrs. Kandell), John Hudson (Daniel Lumis)

## Juvenile - The Little Pusher
- Prima televisiva: 23 ottobre 1969
- Diretto da: Jack Webb
- Scritto da: James Doherty

### Trama
- Guest star: Eve McVeagh (Mrs. Shore), Robert Clarke (dottor Pine), Don Dubbins (Thomas Shore), James McEachin (dottor Collins), Wendy Howard (Elaine Freeman), John Nolan (David Freeman), Rodolfo Hoyos, Jr. (sergente Dominguez), Sarah Selby (Mrs. Rogers), Robert Brubaker (Lee Daniels)

## Homicide - Cigarette Butt
- Prima televisiva: 30 ottobre 1969
- Diretto da: Jack Webb
- Scritto da: Alf Harris

### Trama
- Guest star: Don Ross (ufficiale Freeman), Alfred Shelly (ufficiale Nelson), Henry Corden (Ned Jeffries), Than Wyenn (Rahmond), D. J. Anderson (Frances Burke), Byron Bradley (Bob Kelly), Charles Brewer (ufficiale Phillips), Vic Perrin (Jack Burke)

## D.H.Q. - Missing Person
- Prima televisiva: 13 novembre 1969
- Diretto da: Jack Webb
- Scritto da: Alf Harris

### Trama
- Guest star: Howard Culver (dottor Harper), Dee Carroll (Mrs. Lawson), Joy Ellison (Barbara Cook), Peggy Webber (Mrs. Atkins), Don Ross (ufficiale Barrett), Rhoda Williams (Miss Fletcher), Bert Holland (Duman), Eve Brent (Mrs. Cook), Andrea King (Faye Wallis), Jill Banner (Shirley Lawson)

## Burglary Auto - Courtroom
- Prima televisiva: 20 novembre 1969
- Diretto da: Jack Webb
- Scritto da: Jack E. Barrett

### Trama
- Guest star: Maudie Prickett (Gloria Chambers), Dick Whittinghill (dottor Jack Patterson), Stacy Harris (Dan Mungol), Olan Soule (giudice Donahue), Sonja Dunson (stenografo di corte), Alfred Shelly (ufficiale pubblico), Morris Erby (ufficiale pubblico), Don Ross (Don Hale), Lew Brown (Bob Simmons)

## Internal Affairs - Parolee
- Prima televisiva: 27 novembre 1969
- Diretto da: Jack Webb
- Scritto da: Michael Donovan

### Trama
- Guest star: Louise Lorimer (Alice Sutton), Clark Howat (capitano Ron Frankle), Howard Culver (George Wentworth), Robert Brubaker (Richard Burns), Tom Basham (Richard Burns, Jr.), John Dennis (Tony), Alice Backes (Bertha Johnson)

## Burglary Auto - Juvenile Genius
- Prima televisiva: 4 dicembre 1969
- Diretto da: Jack Webb
- Scritto da: Michael Donovan

### Trama
- Guest star: Buddy Foster (James Chambers), Michael Tanner (Horace Thornton), Don Ross (John Bingham), Howard Culver (Sam Enquist), Len Wayland (capitano Green), David Gruner (Timothy Michaels), Bert Holland (Alexander Middleton)

## Bunco - $9,000
- Prima televisiva: 11 dicembre 1969
- Diretto da: Jack Webb
- Scritto da: Don Kilburn

### Trama
- Guest star: Davis Roberts (reverendo Martin), Sidney Clute (Al Roth), Nydia Westman (Myrtle Perriwinkle), Buddy Lester (Frank Bevonna), Clark Howat (capitano Ron Frankle), Stanley Adams (Paul Bakeman), Dave Willock (Charlie Feeney)

## Narco - Missing Hype
- Prima televisiva: 8 gennaio 1970
- Diretto da: Jack Webb
- Scritto da: Michael Donovan

### Trama
- Guest star: Virginia Vincent (Shirley Aldrich), James McEachin (ufficiale Miles), Len Wayland (Walt Aldrich), Marshall Reed (Fred Deemer), Kelley Sebring (Nancy Harris), Don Ross (Don Jones), Mickey Sholdar (Peter Randolph), Vic Perrin (Ralph Thursdon)

## Burglary - Helpful Woman
- Prima televisiva: 22 gennaio 1970
- Diretto da: Jack Webb
- Scritto da: Michael Donovan

### Trama
- Guest star: Ann Morgan Guilbert (Bessie McDermott), Dick Whittinghill (Dick), Julie Bennett (Evelyn Gentry), Ralph Moody (Chester Anderson), Dorothy Morris (Betty Matthews), Lillian Powell (Edna Kissinger), Don Ross (Carl Freeman), Ed Deemer (sergente Crew), Art Balinger (capitano Green), Nydia Westman (Martha Anderson)

## Homicide - Who Killed Who?
- Prima televisiva: 29 gennaio 1970
- Diretto da: Jack Webb
- Scritto da: Michael Donovan

### Trama
- Guest star: Don Ross (sergente Doherty), Chuck Bowman (Jerry), Herb Vigran (Paul Woods), Marshall Reed (sergente Higbee), Byron Bradley (ufficiale Smith), Alfred Shelly (Carl Freeman), Ed Deemer (ufficiale Arnold), Dennis McCarthy (Phil), Jim B. Smith (capitano Brown)

## Burglary - The Son
- Prima televisiva: 5 febbraio 1970
- Diretto da: Jack Webb
- Scritto da: Robert C. Dennis

### Trama
- Guest star: Howard Culver (prestatore su pegno), Lew Brown (sergente John Odom), Dorothy Morris (Dorothy Haven), John Gilgreen (Albert Maddox), Robert Heinz (Ross haven), Sam Edwards (Henry Lipsome), Don Ross (Don Wallace), Fred Holliday (Pete Stedman), Luana Patten (Cheryl Randall), Robert Brubaker (Howard Haven)

## A.I.D. - The Weekend
- Prima televisiva: 12 febbraio 1970
- Diretto da: Jack Webb
- Scritto da: Richard Neil Morgan

### Trama
- Guest star: Rhoda Williams (Rhoda Bass), Herb Ellis (Dan Patrick), Jack Sheldon (Robert Bass), Judith McConnell (Betsy Nichols)

## Narco - Pill Maker
- Prima televisiva: 19 febbraio 1970
- Diretto da: Jack Webb
- Scritto da: Alf Harris

### Trama
- Guest star: Lew Brown (tenente Bob Kennedy), Felton Perry (Howie Frazier), Stacy Harris (Michael Coopersmith), Maudie Prickett (Thelma Benstead), Don Ross (Tom Evans), Sam Edwards (Fred Watkins)

## Burglary - The Dognappers
- Prima televisiva: 26 febbraio 1970
- Diretto da: Jack Webb
- Scritto da: Michael Donovan

### Trama
- Guest star: Art Gilmore (capitano Green), Luana Anders (Eula Van Meter), Don Ross (Charlie King), Bert Holland (Myron Bentley), James Minotto (Carl Barth), Tim Donnelly (Harry Jennings)

## Missing Persons - The Body
- Prima televisiva: 5 marzo 1970
- Diretto da: Jack Webb
- Scritto da: Robert C. Dennis

### Trama
- Guest star: Ben Wright (Paul Overbeck), Luana Patten (Ruth Dutcher), Virginia Gregg (Mrs. Campbell), Howard Culver (Matt Levesque), Don Ross (sergente Wolfer), John Nolan (Walt Wright), Olan Soule (Ned Harris), Anthony Eisley (Thomas Dutcher)

## Forgery - The Ranger
- Prima televisiva: 12 marzo 1970
- Diretto da: Jack Webb
- Scritto da: Don Kilburn

### Trama
- Guest star: Judith McConnell (Karen Fields), Stacy Harris (Clifford Ray Owens/Barney Riegal)

## D.H.Q. - Night School
- Prima televisiva: 19 marzo 1970
- Diretto da: Jack Webb
- Scritto da: Richard Neil Morgan

### Trama
- Guest star: Harry Bartell (Carl), Robert Clarke (Bob), Sidney Clute (Norm), Leonard Stone (professore Grant), Marion Charles (Kelly), J. C. Curtiss (Jerry Morgan), Vic Perrin (avvocato), Tim Donnelly (Jack), Shannon Farnon (Barbara)

## I.A.D. - The Receipt
- Prima televisiva: 26 marzo 1970
- Diretto da: Jack Webb
- Scritto da: Michael Donovan

### Trama
- Guest star: Art Balinger (capitano McTighe), Don Ross (tenente Cal Beeson), Marshall Reed (Norman Bivins), Len Wayland (Earl Malone), Marco Antonio (addetto del garage), Virginia Gregg (Agnes Emerson)

## Robbery - The Harassing Wife
- Prima televisiva: 2 aprile 1970
- Diretto da: Jack Webb
- Scritto da: Alf Harris

### Trama
- Guest star: Don Ross (Carl Freeman), Art Gilmore (capitano Brown), Herb Ellis (John Sawyer), Julie Bennett (Susan Fowler), Marco Antonio (ufficiale), James McEachin (ufficiale), Sidney Clute (Sam Golden), Peggy Webber (Jean Sawyer)

## Burglary - Baseball
- Prima televisiva: 9 aprile 1970
- Diretto da: Jack Webb
- Scritto da: Robert C. Dennis

### Trama
- Guest star: Jack Sheldon (Darryl Walton), William Boyett (Ed Lovold), Jill Donohue (Claire Revis), Virginia Gregg (Mrs. Mascall), Stuart Nisbet (Fred Hinkle), G. D. Spradlin (Arthur Tyson)

## D.H.Q. - The Victims
- Prima televisiva: 16 aprile 1970
- Diretto da: Jack Webb
- Scritto da: Michael Donovan

### Trama
- Guest star: David Bond (Willard Wilbanks), Ralph Moody (Ernie Barnes), Howard Culver (Tim Walker), Virginia Capers (Florence Bell), William Boyett (ufficiale Green), Chuck Daniel (ufficiale Jones), Art Balinger (tenente Lovretovich), Michael Bow (Carl Brooks), Charles Brewer (ufficiale Myler), Ed Deemer (assistente/ addetto), Herb Vigran (Irv Fowler), Chuck Bowman (ufficiale Mills)